# 歴史館いずみさの
歴史館いずみさの（れきしかんいずみさの）は大阪府泉佐野市にある郷土資料館。愛称は「レイクアルスタープラザ･カワサキ 歴史館いずみさの」。

## 概要
泉佐野市の歴史遺産を保存継承するとともに、歴史文化の普及啓発を目的として1996年（平成8年）5月18日に開館。かつて中世に泉佐野市にあった九条家の荘園、日根荘（ひねしょう）の荘園の様子を紹介する。
愛称である「レイクアルスタープラザ･カワサキ 歴史館いずみさの」は、ネーミングライツによるもので、2014年（平成26年）4月1日から5年間使用され、更に5年間延長されている 。応募企業はカワサキ。

### 主な展示物
- 常設展　「中世荘園の人びと」- 日根荘の資料紹介
  - 荘園村落1/200ジオラマ（神社と神宮寺、武士の居館、集落）
  - 鎌倉時代末期の荘園絵図（「和泉国日根野村荒野開発絵図」、「和泉国日根野村・井原村荒野開発絵図」）- 現物は宮内庁書陵部に所蔵されており、複製を展示。
  - 九条政基の日記『政基公旅引付』
- 江戸時代から近代までの泉佐野市の歴史資料
  - その他考古資料など
- その他特別展、企画展、特別展示
- 詳細はウェブれきし館を参照。

## 施設情報
- 開館時間
  - 開館時間:午前9時
  - 閉館時間:午後5時（入館受付時間:午後4時30分）
- 休館日
  - 毎週月曜日（祝祭日の場合は翌日）
  - 年末年始・展示替え期間
- 入場料金
  - 無料（特別展示は観覧料が別途必要な場合有り）
  - 2013年3月31日までは、観覧料を大人300円、高大生200円徴収していた。
- 有料駐車場あり。
  - 駐車場は「泉佐野総合文化センター」（歴史館いずみさの･市立文化会館（泉の森ホール）･市立中央図書館･市立生涯学習センター）の4施設全体で供用
- キャラクター
  - しょうくんとひねのちゃん[3]

## 交通アクセス
- 電車でのアクセス
  - 南海電気鉄道南海本線　泉佐野駅　徒歩約20分
  - JR西日本阪和線　熊取駅　徒歩約20分

- 車でのアクセス
  - 阪和自動車道　泉佐野IC　→　国道26号「泉佐野市役所前交差点」を右折。
  - 阪神高速4号湾岸線　泉佐野北IC　→　国道26号「泉佐野市役所前交差点」を右折。

- その他
  - いずみさのコミュニティバス中回り「総合文化センター」バス停下車徒歩2分
  - 南海ウイングバス「泉佐野市役所前」バス停下車徒歩約5分